# Typopsilopa atra
Typopsilopa atra är en tvåvingeart som först beskrevs av Friedrich Hermann Loew 1862.  Typopsilopa atra ingår i släktet Typopsilopa och familjen vattenflugor. Inga underarter finns listade i Catalogue of Life.